# マダガスカルウミワシ
マダガスカルウミワシ（馬達加斯加海鷲、Haliaeetus vociferoides）は、鳥綱タカ目タカ科ウミワシ属に分類される鳥類。

## 分布
マダガスカル北西部
固有種

## 形態
全長70-80センチメートル。翼開張200センチメートル。全身の羽衣は黒褐色で、頬や喉、側頸の羽衣は白い。尾羽は短く、色彩は白い。
嘴や後肢は黄色。幼鳥は尾羽が灰色で、嘴が黒い。

## 生態
海岸や湖、大型河川などに生息し、マングローブ帯に生息することもある。
食性は動物食で、主に魚類を食べるが、甲殻類なども食べる。水面に浅く飛び込み、獲物を捕らえる。他の鳥類の獲物を強奪することもある。
繁殖形態は卵生。6-7月に断崖や水辺にある樹上に木の枝を組み合わせた巣を作り、1回に2個の卵を産む。抱卵期間は41日。育雛期間は120日。

## 人間との関係
開発による生息地の破壊および営巣木の減少、土壌の流失による水質汚濁、狩猟などにより生息数が減少していると考えられている。1940年以前はマダガスカル西部の沿岸部広域に、1975年以前は南西部にも分布していた。1982-1986年における繁殖個体数は40ペア、生息数は96羽、1992年における生息数は100ペア以下と推定されている。